# Seini
Seini (en alemán: Leuchtenburg; en húngaro: Szinérváralja) es una ciudad de Rumania en el distrito de Maramureș.

## Geografía
Se encuentra a una altitud de 146 m s. n. m. a 564 km de la capital, Bucarest.

## Demografía
Según estimación 2012 contaba con una población de 10 364 habitantes.
| 1948 | 1956 | 1966 | 1977 | 1992  | 2002   | 2012   |
| s/d  | s/d  | s/d  | s/d  | 9 192 | 10 105 | 10 364 |